# Kalotaszentkirályi református templom

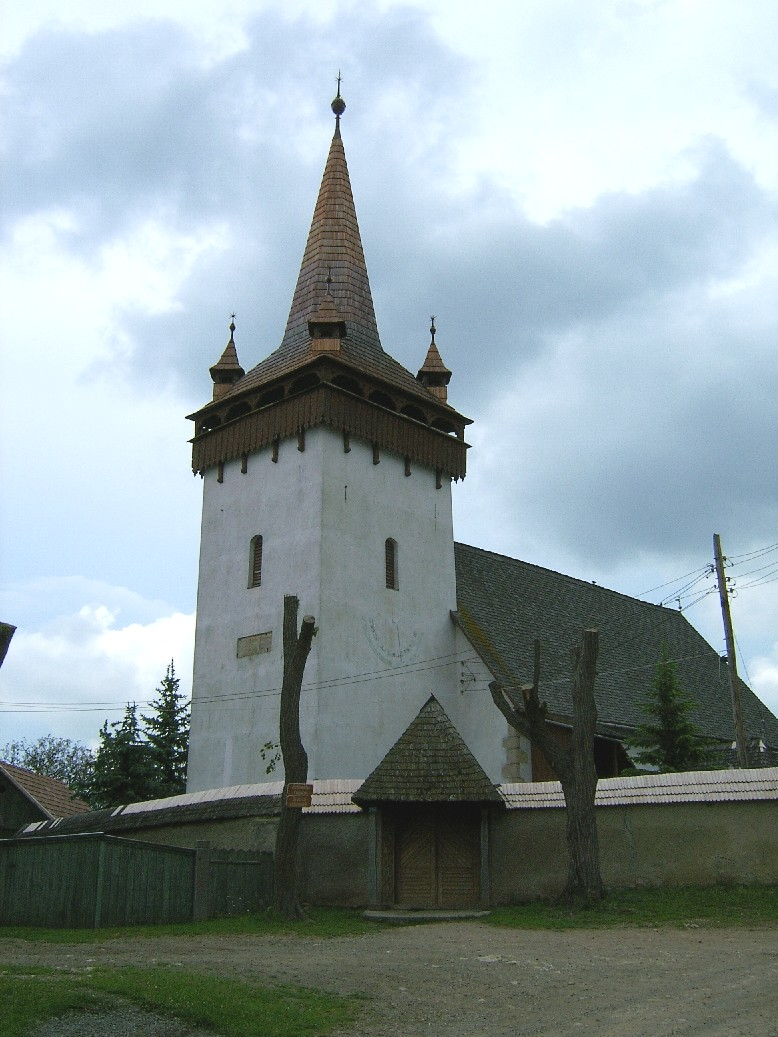
Kalotaszentkirály református temploma

Kalotaszentkirály már a 13. századtól mint egyházas hely, a Kalathai főesperesség fontos települése. Zentelkét az oklevelek 1291-ben mint Mater Ecclesiát említik.

## Története és leírása
A szentkirályi templom a 13. században épült csúcsíves stílusban, bár egyes feltételezések szerint már a 12. században is állt.
Az 1848–49-es forradalom és szabadságharc idején a hegyekből lezúduló havasiak mindkét települést porig égették és a tűzvész idején leégett a templom is. 1850-ben készült el az új templom a régi épület néhány épen maradt részének beépítésével (15. századi szentély, 1762-ben épült torony).
Az épületét 1926-ban újították fel, az ajtó és ablakkeretek átalakítása is ekkor történt, csupán a nyugati ajtó kőkeretét hagyva az utókorra.
A templom három harangja közül a legkisebb 1800-ban, míg a legrégebbi 1481-ben készült, ez utóbbi templomkertben tekinthető meg egy nemrégiben[mikor?] faragott kis haranglábon. Az orgonát Kolonics István építette 1876-ban.  A szószék fölött elhelyezett koronát gróf Bánffy Miklós ajándékozta a templomnak, a papné székét pedig Jósika Sámuelné.
1994-ben az Illyés Közalapítvány támogatásával kazettásították, 220 kazetta készült kalotaszegi motívumokkal díszítve, mindegyik egyedi módon megfestve.

## Képgaléria

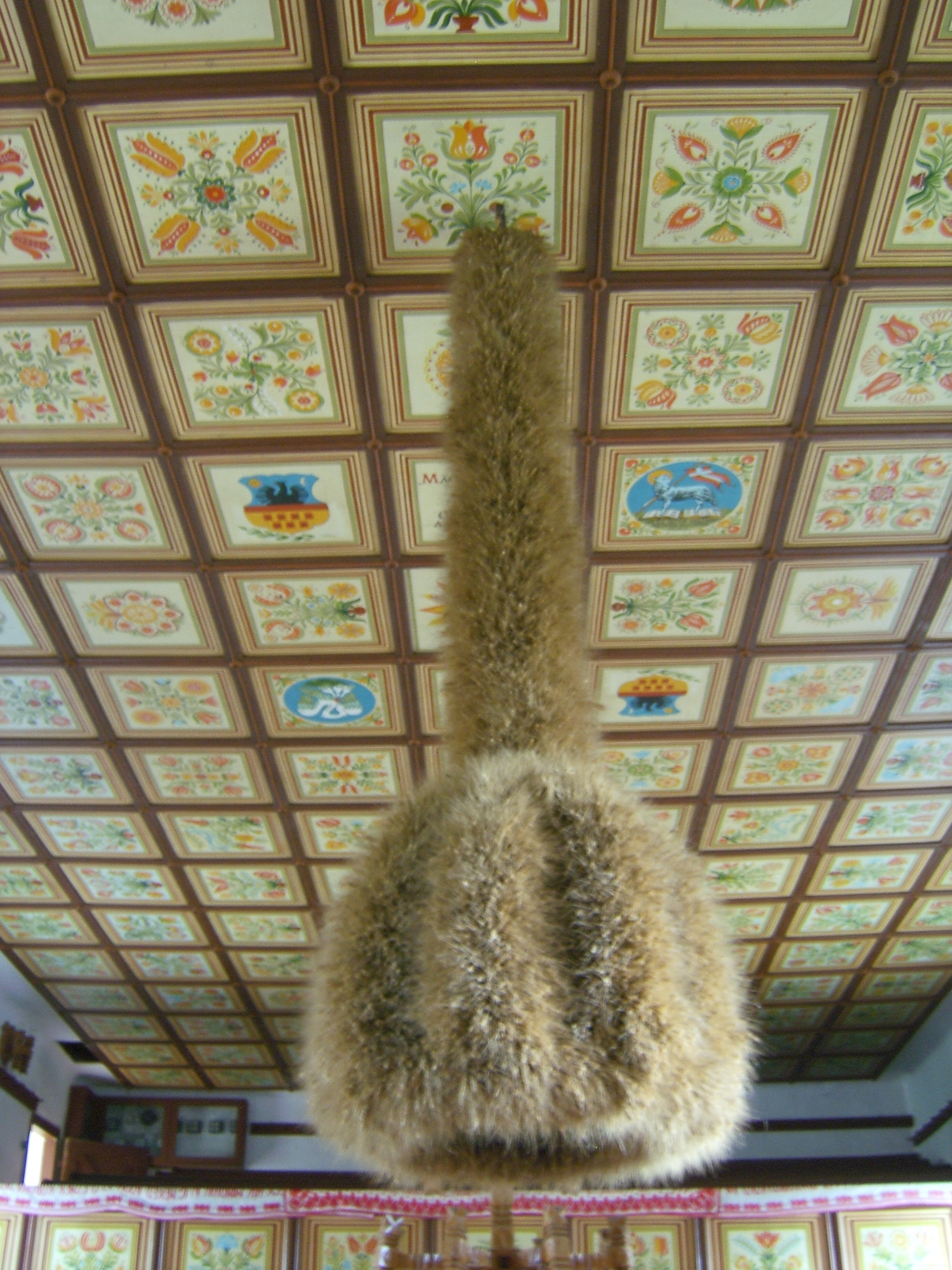
A templom mennyezete
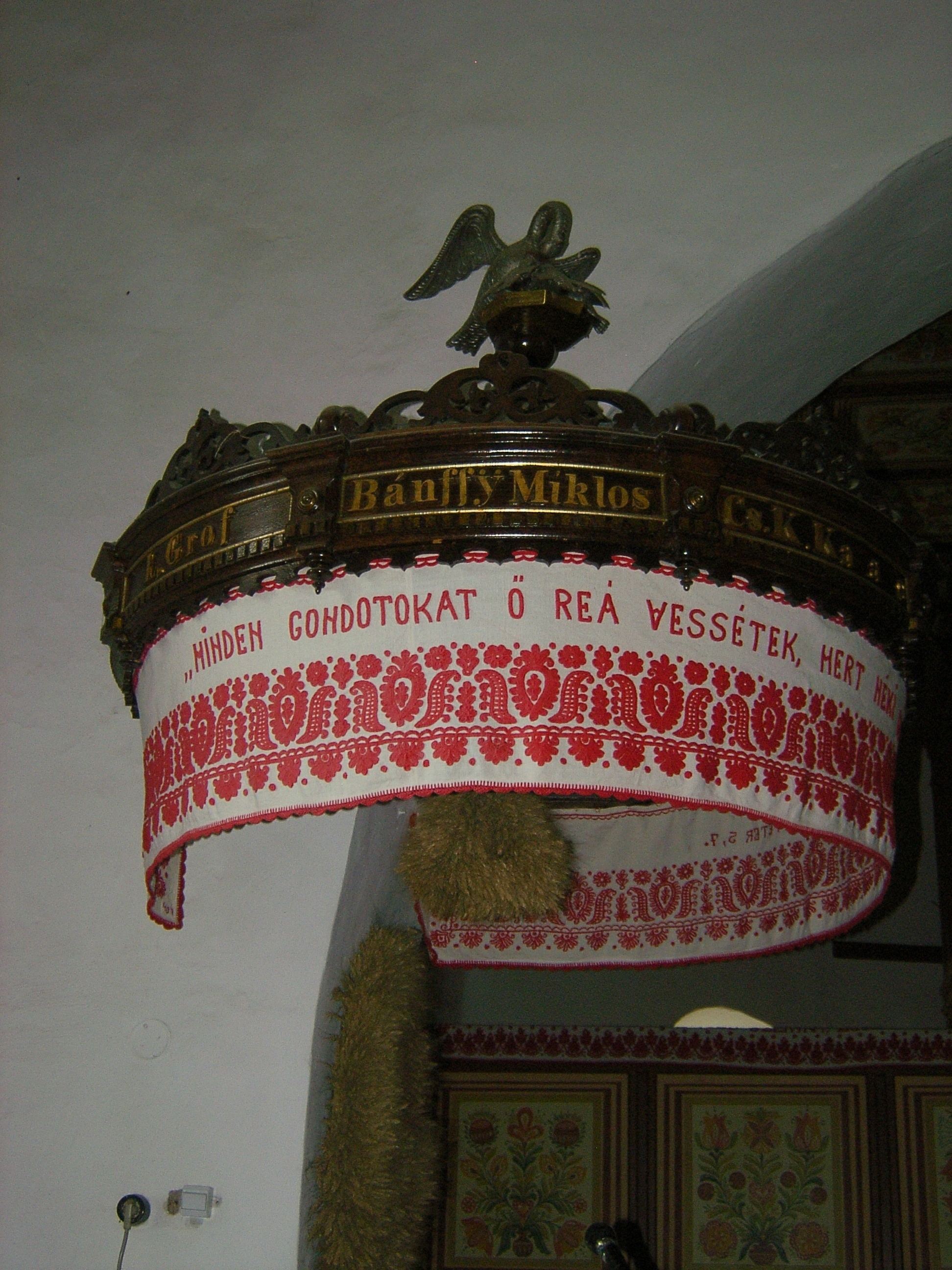
A szószék
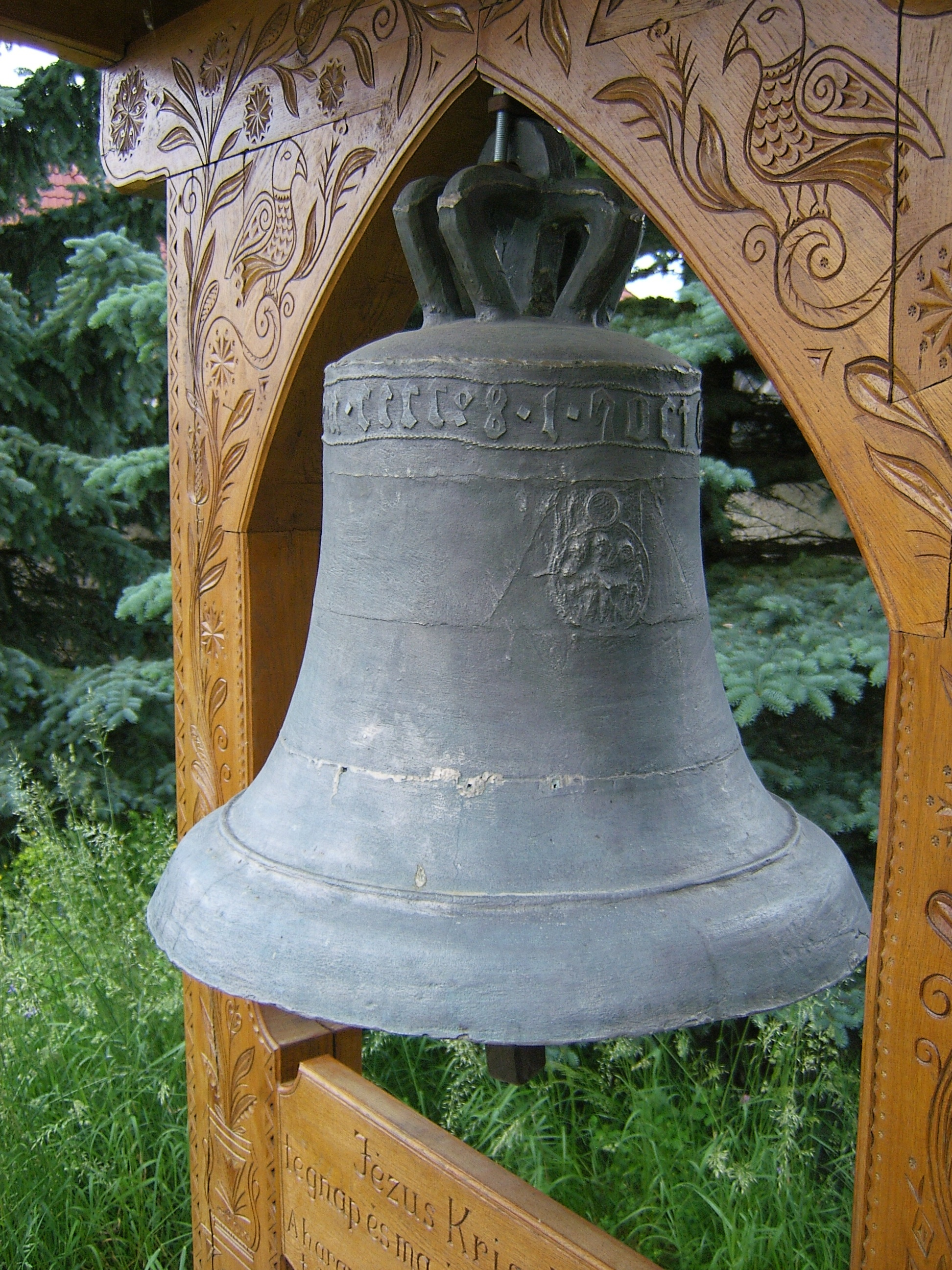
A templom régi harangja

## Külső hivatkozások
- Kalotaszeg honlapja - kalotaNET
- DaVincze Tours honlapja[halott link]